# Vaughania perrieri
Vaughania perrieri är en ärtväxtart som först beskrevs av René Viguier, och fick sitt nu gällande namn av Du Puy, Labat och Brian David Schrire. Vaughania perrieri ingår i släktet Vaughania och familjen ärtväxter.

## Underarter
Arten delas in i följande underarter:
- V. p. perrieri
- V. p. polymorpha